# Strangetown Records
Strangetown Records je velšské hudební vydavatelství. Založil jej Dafydd Ieuan, bubeník rockové skupiny Super Furry Animals. Společnost často publikuje nahrávky umělců, kteří s touto kapelou souvisejí. Jsou to například skupiny The Peth a The Earth, v nichž Dafydd Ieuan hraje na bicí. Dále pak například skupina The Pale Blue Dots, kterou vede kytarista Super Furry Animals Huw Bunford. Své sólové nahrávky zde vydává i další člen skupiny, sice hráč na klávesové nástroje Cian Ciaran. Společnost sídlí v Cardiffu.